# Mika Strömberg
Mika Juhani Strömberg (* 28. února 1970, Helsinky) je bývalý finský lední hokejista, obránce. S finskou reprezentací vyhrál mistrovství světa 1995 (historický první finský titul). Ze světového šampionátu má též jedno stříbro (1994). Z olympijských her v Lillehammeru konaných roku 1994 si přivezl medaili bronzovou. Hrál i na MS 1996 (5. místo), MS 1997 (5. místo) a Světovém poháru 1996 (5. místo). Nejvyšší finskou soutěž hrál za Hämeenlinnan Pallokerho, KalPa Kuopio a zejména Jokerit Helsinky (12 sezón). S Jokeritem se stal čtyřikrát mistrem Finska (1992, 1994, 1996, 1997) a dvakrát s ním vyhrál Evropský hokejový pohár (1995, 1996). V roce 1996 byl ve finské lize vyhlášen nejlepším obráncem (Trofej Pekky Rautakalliona). V Jokeritu drží historický rekord v počtu bodů, gólů i asistencí mezi obránci. Jeho bilance ve finské lize je 651 utkání, 335 bodů a 103 gólů v základní části a 110 zápasů, 64 bodů a 18 branek v play-off. Tři sezóny strávil též ve švédské (Djurgårdens IF) a švýcarské nejvyšší soutěži (Fribourg–Gottéron, EHC Chur). V roce 2011 byl uveden do Finské hokejové síně slávy.